# The Singles Album
The Singles Album (cat no. GRADLSP 3) foi lançado em agosto de 1982, ele é um LP compilação com os primeiros grandes sucessos da banda de reggae britânico UB40, contendo os singles da banda lançados pela Graduate Records. 
O álbum passou 8 semanas no UK Album Chart, alcançando a posição de número 17.

## Faixas Lado 1
| N.º | Título                            | Duração |  |
| 1.  | "Food For Thought"                | 4:11    |  |
| 2.  | "King"                            | 4:35    |  |
| 3.  | "My Way Of Thinking"              | 3:23    |  |
| 4.  | "I Think Its Going To Rain Today" | 3:42    |  |
| 5.  | "Dream A Lie"                     | 3:37    |  |

## Faixas Lado 2
| N.º            | Título                                   | Duração |  |
| 6.             | "Tyler"                                  | 5:52    |  |
| 7.             | "Adella"                                 | 3:26    |  |
| 8.             | "Little By Little"                       | 3:41    |  |
| 9.             | "The Earth Dies Screaming (12" Version)" | 8:30    |  |
| Duração total: | Duração total:                           | 41:35   |  |

## Referência
1. ↑  The Singles Album -Allmusic
2. ↑  Discogs - UB40
3. ↑  Oficial Charts Arquivo (Coletâneas UB40)
4. ↑  Oficial Charts Arquivo - (The Singles Album)